# Département des Transports (Royaume-Uni)
Pour les articles homonymes, voir Département des Transports.
Le département des Transports (Department for Transport ou DfT) est un département exécutif du gouvernement britannique chargé des transports.
Il est dirigé par le secrétaire d'État aux Transports.

## Historique
Le DfT a été créé en 1919.
L'intitulé a changé au cours des différents gouvernements :
- 1919-1941 : ministère des Transports (Ministry of Transport)
- 1941-1945 : ministère des Transports militaires (Ministry of War Transport)
- 1945-1953 : ministère des Transports
- 1953-1959 : ministère des Transports et de l'Aviation civile (Ministry of Transport and Civil Aviation)
- 1959-1970 : ministère des Transports
- 1970-1976 : département de l'Environnement (en) (Department for the Environment)
- 1976-1979 : département des Transports (Department for Transport)
- 1979-1981 : ministère des Transports
- 1981-1997 : département des Transports
- 1997-2001 : département de l'Environnement, des Transports et des Régions (Department for the Environment, Transport and the Regions)
- 2001-2002 : département des Transports, du Gouvernement Local et des Régions (Department for Transport, Local Government and the Regions)
- 2002- : département des Transports

## Missions
La décentralisation de la politique des transports varie à l'intérieur du Royaume-Uni : la plupart des décisions sont prises à Westminster, mais certains aspects non dévolus (Reserved and excepted matters) sont gérés ainsi :

### Écosse
- transport routier
- Transport de marchandises
- transport maritime
- transport aérien

### Irlande du Nord
- navigation
- aviation civile

Le département du Développement régional (Department for Regional Development) est responsable des ports, des routes et du fret.
Le département de l'Environnement (Department of the Environment) couvre la sécurité routière et la régulation des conducteurs et des véhicules.

### Pays de Galles
D'après les termes de la décentralisation galloise, les domaines d'action spécifiques sont transférés à l'Assemblée nationale du pays de Galles (National Assembly for Wales), plutôt que réservé à Westminster.

## Direction
L'équipe ministérielle du DfT actuelle est :
- Secrétaire d'État aux Transports : Heidi Alexander
  - Ministre d'État aux Transports :
  - Ministre d'État aux Transports à la Décarbonation et à la Technologie : 
    - Sous-secrétaire d'État parlementaire aux Routes et aux Transports locaux :
    - Sous-secrétaire d'État parlementaire à l'Aviation, à la Mer et à la Sécurité :
- Secrétaire permanent : Bernadette Kelly.

## Agences exécutives
- Air Accidents Investigation Branch
- Strategic Rail Authority
- Driving Standards Agency (DSA)
- Driver and Vehicle Licensing Agency (DVLA)
- Vehicle Certification Agency (VCA)
- Vehicle and Operator Services Agency (VOSA)
- Highways Agency (HA)
- Maritime and Coastguard Agency (MCA)
- Government Car and Despatch Agency (GCDA)

## Quangos
- British Transport Police Authority
- Passenger Focus
- Northern Lighthouse Board
- Renewable Fuels Agency
- Trinity House Lighthouse Service